# Morpheus Mike
Morpheus Mike è un cortometraggio muto del 1915 diretto da Willis H. O'Brien.

## Produzione
Il film fu prodotto dalla Edison Company e dalla Conquest Pictures Company.

## Distribuzione
Il film - un cortometraggio di animazione di tre minuti - fu distribuito dalla General Film Company.
Copia della pellicola viene ancora conservata ed è stata pubblicata in VHS dalla LS Video.